# Molinet
Molinet – miejscowość i gmina we Francji, w regionie Owernia-Rodan-Alpy, w departamencie Allier.

## Demografia
Według danych na rok 1990 gminę zamieszkiwały 1264 osoby, a gęstość zaludnienia wynosiła 49 osób/km². W styczniu 2015 r. Molinet zamieszkiwało 1188 osób, przy gęstości zaludnienia wynoszącej 46 osób/km².